# Nachrichtenloses Vermögen
Als nachrichtenloses Vermögen, kontaktloses Vermögen, nachrichtenlose Vermögenswerte, herrenloses Konto oder nachrichtenloses Konto werden Bankguthaben und Wertpapiere genannt, bei denen die Banken den Kundenkontakt verloren haben und nicht wiederherstellen konnten, da deren Besitzer vermutlich verstorben sind und den Erben die Existenz dieser Konten, Depots und Bankfächer nicht bekannt ist. Der Umfang der nachrichtenlosen Vermögen wird in der Schweiz auf rund 400 Millionen Schweizer Franken geschätzt, in Deutschland wird von zwischen zwei und neun Milliarden Euro ausgegangen.

## Situation in Deutschland
Deutschland ist der einzige G7-Mitgliedsstaat ohne gesetzliche Definition und Richtlinien zum Umgang mit nachrichtenlosem Vermögen. Auf nachrichtenlosen Konten in Deutschland befinden sich nach Schätzungen zwischen zwei und neun Milliarden Euro, allein die Sparkasse Dortmund erfasste im September 2019 insgesamt 4,7 Millionen Euro auf 247.000 nachrichtenlosen Konten.
Norbert Walter-Borjans forderte 2016 als nordrhein-westfälischer Finanzminister ein öffentliches Register, in dem Banken und Sparkassen nachrichtenlose Konten und Depots melden müssen, auch die Grünen erhoben ähnliche Forderungen. Der Niedersächsische Finanzminister Reinhold Hilbers brachte 2020 eine Gesetzesinitiative im Bundesrat ein, um Erben die Recherche nachrichtenloser Konten zu erleichtern. Im Oktober 2020 schrieb die Bundesregierung eine Studie aus, für den Vorschlag einer rechtlichen Definition und einer Schätzung der Höhe nachrichtenlosen Vermögens in Deutschland. Zudem sollen Fragen zur Schaffung eines Melderegisters geklärt werden.
2019 forderte das Social Entrepreneurship Netzwerk Deutschland, dass nachrichtenlose Konten nicht nur in einem zentralen Register erfasst, sondern das darauf befindliche Geld für einen staatlichen Fonds zur Finanzierung sozialer Innovationen genutzt werden solle. Der Vorschlag rief Unterstützung von FDP und Grünen hervor.

## Situation in der Schweiz
Beispiele für nachrichtenlose Vermögen sind in der Schweiz zum Zweck der Steuerhinterziehung deponierte Schwarzgelder, deren Besitzer es versäumt haben, den nächsten Angehörigen die nötigen Informationen darüber zu hinterlassen.
Die Beziehungen der Schweiz zu anderen Ländern wurden in den 1990er-Jahren erheblich durch den Umstand belastet, dass die Bankguthaben und Depots von Menschen jüdischer Herkunft, die in der Zeit des Nationalsozialismus ermordet worden waren, von Schweizer Banken stillschweigend als nachrichtenlose Vermögen einbehalten wurden und nicht aktiv versucht wurde, für eine Auszahlung Erben ausfindig zu machen. Im Verfahren um jüdische Vermögen bei Schweizer Banken wurde nach öffentlichem Druck eine Offenlegung der Konten und Rückzahlungen an vorhandene Erben vereinbart.
Nach einer langjährig diskutierten Gesetzesinitiative werden nachrichtenlose Vermögen gemäss Artikel 37m des Schweizer Bundesgesetzes über die Banken und Sparkassen nach 50 Jahren liquidiert und fallen dem Schweizer Staat zu. Nach weiteren zwölf Jahren verfallen die Ansprüche von Erben auf Entschädigungsleistungen.
Die Eidgenössische Finanzmarktaufsicht FINMA hat Richtlinien erlassen, wie mit nachrichtenlosen Vermögen in den Banken zu verfahren ist, und stellt zur Prüfung von Ansprüchen eine zentrale Anlaufstelle beim Bankenombudsmann.

## Situation in weiteren Ländern
In Großbritannien wird seit 2008 Vermögen über 15 Jahre nachrichtenloser Konten in einen staatlichen Fonds überwiesen, der zur Finanzierung gemeinnütziger Zwecke, zum Beispiel dem Aufbau von Sozialunternehmen, genutzt wird. 40 Prozent der Fondsgelder werden risikoarm investiert, falls doch noch Erben Ansprüche geltend machen sollten.
In Kalifornien werden Vermögenswerte nach einem kontaktlosen Jahr an den Staat übertragen, bis Ende 2018 kamen so neun Milliarden Dollar zusammen. In Australien werden Vermögenswerte nach drei kontaktlosen Jahren an den Staat übergeben, in Südkorea und Japan nach 10 Jahren.